# Protium javanicum
Protium javanicum är en tvåhjärtbladig växtart som beskrevs av Nicolaas Laurens Nicolaus Laurent Burman. Protium javanicum ingår i släktet Protium och familjen Burseraceae. Inga underarter finns listade i Catalogue of Life.